# Pop 100
Le Pop 100 était un classement créé en février 2005 et qui était publié chaque semaine dans le magazine Billboard aux États-Unis. Il a été remplacé par le Pop Songs le 10 juin 2009.

## Histoire
Ce classement a été créé en réponse aux critiques faites au classement Billboard Hot 100, le plus populaire des classements de singles de Billboard. De nombreuses plaintes se sont élevées concernant le Hot 100 à propos du fait que celui-ci était biaisé par les chansons non rythmiques, rendant ainsi difficile le classement dans le top 10 pour les titres pop, rock, ou country. Par exemple, en 2004 tous les numéros 1 du Hot 100 étaient des titres d'artistes de hip-hop ou de R'n'B.
Dès lors que le Pop 100 fut publié, le Hot 100 changea de format. Les téléchargements légaux furent incorporés dans les calculs pour établir le rang des titres, alors qu'auparavant, seules les diffusions en radio et les ventes de singles étaient utilisées pour établir le classement.
Le 10 juin 2009, il a été annoncé que le Pop 100, jugé redondant par rapport au Hot 100, allait être remplacé par le Mainstream Top 40, par la suite renommé en Pop Songs.